# Phare de Stuyvesant

Le phare de Stuyvesant (en anglais : Stuyvesant Light) est un phare actif situé sur une petite île au nord de la ville de Stuyvesant sur le fleuve Hudson, dans le Comté de Columbia (État de New York).

## Histoire
Le premier phare, établi en 1829, a été détruit par la glace en 1835. Un deuxième a été construit et a été remplacé en 1868 par une maison-phare en brique de deux étages. Celui-ci a été désactivé en 1933 et démoli après. La lentille d'origine était une lentille de Fresnel de sixième ordre.
Il a été remplacé par une tour métallique à claire-voie au nord du phare historique. Il n'est accessible qu'en bateau.

## Description
Le phare actuel est une tour carrée à claire-voie à structure acier sans galerie et sans lanterne de 11 m de haut. Il émet, à une hauteur focale de 12,5 m, un éclat blanc par période de 4 secondes. Sa portée n'est pas connue.
Identifiant : ARLHS : USA-824 ; USCG : 1-38765 - Admiralty : J1141.4 .

### Lien connexe
- Liste des phares de l'État de New York